# Robert Papieski
Robert Papieski (ur. 13 marca 1965 w Warszawie) – polski tłumacz, krytyk literacki i eseista.
Absolwent Wydziału Polonistyki Uniwersytetu Warszawskiego. Zastępca redaktora naczelnego kwartalnika Przegląd Filozoficzno-Literacki, współpracownik miesięcznika Nowe Książki. Tłumaczył dzieła takich rosyjskich myślicieli jak Nikołaj Bierdiajew, Siergiej Bułgakow, Władimir Sołowjow.
Za tłumaczenie książki Leonida Cypkina Lato w Baden został nominowany do Nagrody Literackiej Gdynia 2016 w kategorii przekład na język polski. Laureat Nagrody „Literatury na Świecie” 2015 w kategorii Nowa Twarz. W 2024 otrzymał Nagrodę Edytorską Polskiego PEN Clubu i Konsula Honorowego Wielkiego Księstwa Luksemburga w Sopocie